# JAC S4
JAC S4 — компактный кроссовер, производимый с 2018 года китайской компанией JAC Motors.

## История
Модель была представлена в октябре 2018 года на Автосалоне в Гуанчжоу.
Первоначально продавалась под суббрендом Refine JAC Motors как Refine S4.
В 2020 году в Китае была представлена под суббрендом Sehol перелицованная и более дорогая версия получившая название Sehol X4, при этом обычная версия S4 не была снята с производства. С января 2021 года в Китае в продажу поступила электроверсия Sehol E40X.
Обзор:
- до рестайлинга
- после рестайлинга
- до рестайлинга
- после рестайлинга

### Внешние рынки
В 2019 году модель из комплектов CKD начали собирать в Мексике на заводе в Сьюдад-Саагуне, мексиканская версия получила название JAC Sei 4.
Модель с декабря 2020 года продаётся в Бразилии, как JAC T60 и в версии фейслифта в стиле X4 под названием JAC T60 Plus.
Также автомобиль собирается в Казахстане на сборочной площадке «СарыаркаАвтоПром».
Цена на начало 2022 года — от 72,8 до 99,8 тыс. юаней в Китае или от 5 до 6,9 млн тенге в Казахстане, что в пересчете по курсу января 2022 года составляет от 850 тыс. до 1,2 млн рублей.
Модель была анонсирована в России ещё в 2019 году, но ОТТС был получен лишь в начале 2022 года, в начале лета дилерами получены первые товарные машины, старт продаж намечен на середину июля 2022 года.
С ноября 2022 года рейстайлинговая версия Sehol X4 собирается из машинокомплектов, поставляемых из КНР на вновь образованном автозаводе Москвич, под собственной маркой.

## Технические характеристики
Габариты: длина — 4410 мм, ширина — 1800 мм, высота — 1660 мм, колесная база — 2650 мм.
Двигатели — на выбор два бензиновых мотора:
- 1,6-литровый двигатель мощностью 120 л. с.
- 1,5-литровый турбомотор мощностью 150 л. с.

Коробка передач: 6-ступенчатая механическая, либо вариатор.
Привод — только передний.